# بخش بر-سور-اوب
بخش بر-سور-اوب (به فرانسوی: Arrondissement de Bar-sur-Aube) یک بخش در فرانسه است که در اوب واقع شده‌است.